# 4303 Savitskij
A 4303 Savitskij (ideiglenes jelöléssel 1973 SZ3) a Naprendszer kisbolygóövében található aszteroida. Ljudmilla Vasziljevna Zsuravljova fedezte fel 1973. szeptember 25-én.